# 夢待ちの季節
「夢待ちの季節」（ゆめまちのきせつ）は、吉岡亜衣加の12枚目のシングル。2013年4月17日にティームエンタテインメントから発売された。

## 概要
表題曲「夢待ちの季節」及びカップリング曲「虹織る調べ」は、iOS＆Android用アプリ『薄桜鬼〜懐古録〜』のオープニングテーマ及びエンディングテーマとして使用された。
また、ボーナストラックとして2012年6月に行われた『吉岡亜衣加コンサート in 日本青年館2012 〜薄桜鬼 歌響の宴〜』より「夢の浮舟」のLIVEバージョンが収録される。

## 収録曲
1. 夢待ちの季節
作詞：上園彩結音、作曲：三浦誠司、編曲：安瀬聖
  - iOS＆Android用アプリ『薄桜鬼〜懐古録〜』オープニングテーマ
2. 虹織る調べ
作詞：上園彩結音、作曲：霜月はるか、編曲：戸田章世
  - iOS＆Android用アプリ『薄桜鬼〜懐古録〜』エンディングテーマ
3. 夢待ちの季節（instrumental）
4. 虹織る調べ（instrumental）
5. 夢ノ浮舟　（LIVE ver.）
作詞：森由里子、作曲：鶴由雄、編曲：太田美知彦